# Sitting Down Here
"Sitting Down Here" är en låt skriven och framförd av den norska singer-songwritern Lene Marlin. Den gavs ut som den andra singeln från hennes debutalbum Playing My Game den 27 september 1999. Låten producerades av Hans G och Jorn Dahl vid Disclab, Oslo och bygger på akustisk gitarr. I Europa blev singeln en stor hit där den tog sig in på topp-10 i fem länder, däribland femte plats i Storbritannien och andra plats i Norge. Den nådde även fjärde plats i Nya Zeeland.
Musikvideon regisserades av Jamie Morgan och hade premiär i mars 2000.
Den kinesiska artisten Sandy Lam spelade in en cover på mandarin med namnet "我坐在這裡" till sitt album 林憶蓮's (2000).

## Låtlista
CD-singel
1. "Sitting Down Here" – 3:55
2. "The Way We Are" (Live Acoustic Version) – 4:50

Maxisingel
1. "Sitting Down Here" – 3:55
2. "Playing My Game" (Acoustic Version) – 3:27
3. "I Know" – 2:23

## Listplaceringar
| Lista (1999)                        | Högsta position |
| ----------------------------------- | --------------- |
| Belgien (Ultratip Flandern)         | 44              |
| Belgien (Ultratip Vallonien)        | 31              |
| Finland (Finlands officiella lista) | 4               |
| Frankrike (SNEP)                    | 48              |
| Irland (IRMA)                       | 6               |
| Italien (FIMI)                      | 30              |
| Nederländerna (Single Top 100)      | 7               |
| Norge (VG-lista)                    | 2               |
| Nya Zeeland (Recorded Music NZ)     | 4               |
| Sverige (Sverigetopplistan)         | 18              |
| Storbritannien (UK Singles Chart)   | 5               |
| Tyskland (Media Control Charts)     | 57              |
| Österrike (Ö3 Austria Top 40)       | 38              |